# Стычинский, Сергей Александрович
Сергей Александрович Стычинский (8 декабря 1924, Киев, УССР, СССР — 14 ноября 2019, Москва, Россия) — советский военачальник, участник Великой Отечественной войны, генерал-полковник (25.10.1979). Начальник штаба — первый заместитель Главного инспектора Министерства обороны СССР (1981—1991).

## Биография
Родился 8 декабря 1924 года в городе Киеве УССР.
В Вооружённых Силах Союза ССР прослужил с 1941 по 1991 год. Поступил в 1940 году в 13-ю Киевскую артиллерийскую спецшколу, участвовал в подготовке Киевского укрепрайона, рыл окопы, далее эвакуировался со спецшколой через Днепропетровск в Куйбышев, где окончил её в объёме 10 классов. Продолжил обучение в 1941 году во 2-м Киевском артиллерийском училище, которое окончил в 1942 году.

### На фронтах Великой Отечественной войны
Участник Великой Отечественной войны. Воевал в самоходных артиллерийских частях в должности командира самоходной установки СУ-152 и командира батареи СУ-152, ИСУ-152 на Степном, 1-м и 2-м Украинских фронтах.
Службу начал в 362-й гвардейский Тернопольском тяжёлом танкосамоходном полку. После ранения в 268-м гвардейском самоходном артиллерийский полку.
Участвовал в Курской битве, в Корсунь-Шевченковской операции, в боевых действиях по освобождению Украины, Польши, Чехословакии, в Берлинской и Пражской наступательных операциях.
Два раза ранен: под Харьковом (в августе 1943 года) и в районе Винницы (в конце января 1944 года).
Участник Парада Победы 24 июня 1945 года.

### Боевые эпизоды в воспоминаниях С. А. Стычинского
В ходе боя в январе 1944 году у деревни Андрушевка и Зотовка, в ходе против немецких танков, пытавшихся деблокировать корсунь-шевченковскую группировку, получил ранение в голову. Установка СУ-152 Стычинского заняла позицию у перекрестка дорог в условиях тумана. Из-за плохой видимости и несовершенных приборов наблюдения командиру пришлось вылезти по пояс из рубки. Были обнаружены несколько немецких танков, ближайший «Тигр», который был вскоре подбит. Огонь был перенесён на другие танки. Немцы открыли ответный огонь. Из-за полной потери видимости в дыму Стычинский повторно высунулся из рубки и был ранен в лицо и в руку, упал в люк. Самоходка сдала в тыл, и его отправили в медсанбат.
К началу Львовско-Сандомирской операции 268-й гвардейский самоходный артиллерийский полк, где служил гвардии лейтенант С. А. Стычинский имел смешанный состав техники. На вооружении одновременно находились установки СУ-152 и ИСУ-152. Одной из СУ-152 командовал С. А. Стычинский, к тому времени уже обладавший богатым боевым опытом. 15 июля 1944 года его машина в одиночку приняла бой с группой немецких танков, уничтожив 5 из них. По словам Сергея Александровича в послевоенном интервью, успеху обусловило правильное использование холмистой местности. Машина выкатывалась с обратного склона на вершину холма, делала выстрел и тут же откатывалась задним ходом.

### После окончания войны
- 1945—1946 г.: служба в Южной группе войск (Румыния), командир танковой роты;
- 1946—1951 г.: учёба в Военной академии бронетанковых и механизированных войск. Академию окончил с отличием;
- 1951—1965 г.: в Прибалтийском военном округе на командной и штабной работе в тактическом звене, командовал мотострелковым полком, лично освоил новейший основной танк Т-62;
- 1965—1967 г.: учёба в Военной академии Генерального штаба Вооруженных Сил. Академию окончил с отличием и золотой медалью;
- 1967—1973 г.: служба в Группе советских войск в Германии: командир 12-й гвардейской танковой дивизии, лично освоил новейший танк Т-62, генерал-майор танковых войск (21.02.1969)[3];
- июнь 1970 — июль 1973 г.: начальник штаба — первый заместитель командующего 2-й гвардейской танковой армией;
- 1973—1974 г.: начальник штаба Сибирского военного округа;
- 1974—1981 г.: начальник штаба Прибалтийского военного округа;
- 1981—1991 г.: начальник штаба — первый заместитель Главного инспектора Министерства обороны СССР.

### Общественная деятельность в отставке
В июне 1991 году уволен в отставку, занимался общественной работой в ветеранских организациях Министерства обороны и г. Москвы. Председатель Совета клуба кавалеров ордена Александра Невского при Московском Доме ветеранов войн и Вооружённых Сил.
15 июля 2014 в ходе аварии в Московском метрополитене вблизи станции «Славянский бульвар» оказался в аварийном вагоне. В возрасте 90 лет смог с помощью других пассажиров успешно эвакуироваться своим ходом.
Скончался 14 ноября 2019 года на 95-м году жизни. Похоронен на Троекуровском кладбище в Москве возле могилы супруги.

## Награды
- Орден Октябрьской Революции,
- Два ордена Красного Знамени (в т.ч: 09.08.1944),
- Орден Александра Невского (26.04.1945),
- Два ордена Отечественной войны 1-й степени (26.05.1945, 06.04.1985),
- Орден Отечественной войны 2-й степени (28.01.1945),
- Орден Красной Звезды (1956),
- Орден «За службу Родине в Вооружённых Силах СССР» 2-й степени,
- Орден «За службу Родине в Вооружённых Силах СССР» 3-й степени,
- Медали СССР,
- Медали Российской Федерации,
- Медали иностранных государств (Польша, ГДР, Чехословакия, Куба, Болгария, Монголия),
- Юбилейный гражданский орден «Серебряная Звезда» — «Общественное признание».